# Carole Martin
Pour les articles homonymes, voir Martin.
Carole Martin, née le 18 juin 1955 à Villeneuve-sur-Yonne, est une joueuse puis entraîneuse française de handball. Elle était la meilleure joueuse française des années 1980 puis elle a occupé le poste de sélectionneuse de l'Équipe de France féminine de handball entre 1991 et 1997.

## Biographie
Elle n'a que dix-sept ans lorsqu'elle obtient sa première sélection avec l'équipe de France en 1972. Elle évolue pendant quinze ans sous le maillot bleu pour un total de 208 sélections. 
En club, elle évolue tout d'abord avec le club de Troyes OS, obtenant un titre de championne de France de Nationale 2 en 1973 puis un titre de championne de France en 1979. Elle termine également meilleure marqueuse du championnat en 1983. 
Elle rejoint en 1984 le club de USM Gagny où elle remporte deux autres titres de championne de France en 1985 et 1987 et une Coupe de France en 1985, avant de mettre un terme à sa carrière en 1989.
Après sa carrière de joueuse, elle rejoint la carrière d'entraîneuse ce qui la conduit au poste de sélectionneuse de l'Équipe de France féminine de handball entre 1991 et 1997.
En 1998, elle décide de partir à l'étranger dans le club norvégien du Tertnes IL avec lequel elle sera vice-championne de Norvège. Pourtant, elle choisit au terme de sa première saison de quitter la Norvège pour un autre pays scandinave, le Danemark et le Frederiksberg IF, mais quitte le club fin décembre 1999 et retourne en France, mettant fin à sa carrière d'entraîneuse.
Bien plus tard, elle occupera le poste d'entraîneuse dans le club amateur de l'AS Sainte-Maure Troyes Handball entre 2016 et 2020.

## Palmarès

### En clubs
- Vainqueur du Championnat de France (3) : 1979 (avec Troyes OS), 1985, 1987 (avec USM Gagny)
  - Deuxième en 1986, 1989
- Vainqueur de la Coupe de France (1) : 1985 (avec USM Gagny)
- Vainqueur du Championnat de France de deuxième division (1) : 1973 (avec Troyes OS)

### Distinctions individuelles
- Meilleure marqueuse du championnat Championnat de France (1) : 1983 (108 buts), 1985 (123 buts), 1986 (165 buts),

### Entraîneuse
- Médaille d'argent aux Jeux méditerranéens de 1987 de Lattaquié
- Médaille d'argent aux Jeux méditerranéens de 1993 en Languedoc-Roussillon